# Metophthalmus occidentalis
Metophthalmus occidentalis es una especie de coleóptero de la familia Latridiidae.

## Distribución geográfica
Habita en las Azores (Portugal).